# Turcja na World Games 2017
Turcja na World Games 2017 reprezentowana była przez 13 zawodników: siedem kobiet i sześciu mężczyzn. Zdobyli oni 4 medale w konkurencjach podstawowych (złoty i trzy brązowe) oraz dwa srebrne w karate, które było dyscypliną pokazową. 

## Reprezentanci

### Kobiety
| Zawodniczka      | Konkurencja | Kategoria          | Rezultat            |
| ---------------- | ----------- | ------------------ | ------------------- |
| Seda Duygu Aygun | Kickboxing  | do 51 kg           |                     |
| Meltem Bas       | Boks tajski | do 54 kg           |                     |
| Melike Bos       | Bule        | strzał precyzyjny  | 7. miejsce          |
| Necla Sahin      | Bule        | strzał progresywny | 5. miejsce          |
| Derya Gunduz     | Bule        | Dublet             | 3. miejsce w grupie |
| Vildian Tuncer   | Bule        | Dublet             | 3. miejsce w grupie |
| Serap Ozcelik    | Karate      | Kumite do 50 kg    |                     |

### Mężczyźni
| Zawodnik      | Konkurencja | Kategoria       | Rezultat    |
| ------------- | ----------- | --------------- | ----------- |
| Ugur Aktas    | Karate      | Kumite do 84 kg |             |
| Can Capak     | Bilard      | Three Cushion   | 9. miejsce  |
| Ali Dogan     | Boks tajski | do 81 kg        |             |
| Serdar Eroglu | Boks tajski | do 91 kg        | ćwierćfinał |
| Burak Eymur   | Kickboxing  | do 67 kg        | ćwierćfinał |
| Hamdi Saygili | Kickboxing  | powyżej 91 kg   |             |